# Wegrace 80 cc
De 80cc-wegraceklasse werd in het Europees kampioenschap wegrace van 1983 ingevoerd als opvolger van de 50cc-klasse en in het WK-seizoen 1984 ook in het wereldkampioenschap, maar ze verdween weer van de kalender na het seizoen 1989. 

## Voorgeschiedenis
In 1961 was de 50cc-klasse ingevoerd als Coupe d'Europe 50 cc. De klasse werd gewonnen door Hans Georg Anscheidt met een Kreidler. In het seizoen 1962 kreeg deze klasse WK-status. Hoewel ze aanvankelijk vooral populair was in Europese landen die bromfietsen kenden, stapten ook meteen de Japanse merken Suzuki en Honda in. Voor Suzuki was de klasse interessant omdat ze via de gevluchte DDR-coureur Ernst Degner in het bezit was gekomen van de tweetakttechniek van MZ. Wellicht was dat een tegenvaller voor Kreidler, dat de Coupe d'Europe nog had kunnen domineren met eenvoudige tweetaktjes die waren gebaseerd op de Kreidler Florett-bromfiets. Suzuki en Honda pakten het niet zo eenvoudig aan: de Suzuki RM 62 had een roterende inlaat en een expansie-uitlaat en de viertakt Honda RC 112 had twee bovenliggende nokkenassen en vier kleppen. Zo ontstond een strijd tussen de Japanse merken, waar Kreidler pas in het seizoen 1972 weer grip op kreeg. Vanaf dat moment ging de strijd tussen Europese merken, naast Kreidler ook Bultaco en Derbi. Maar het grootste deel van het startveld, de privérijders, kwam met Duitse Kreidlers aan de start. 

## 80cc-klasse
In 1980 wijzigde de Duitse bromfietswetgeving. Tot dat moment kende men het "Moped", samengesteld uit Motorrad en pedale. Deze bromfiets moest dus pedalen hebben, overeenkomstig met de Nederlandse wetgeving. Met de komst van het "Mokick" (Moped kickstarter) was de eis van de pedalen al vervallen, maar toen in 1980 het 80cc-Leichtkraftrad verscheen, werd de levering van 50cc-bromfietsen voor de Duitse merken minder interessant. Het belangrijkste merk, Kreidler, bouwde nu 80cc-blokken. Het gevolg was dat de WK-titels naar fabrieksracers van Bultaco of naar speciaal getunde Kreidlers, zoals de Krauser-Kreidler van Stefan Dörflinger in 1983. In dat jaar werd Hubert Abold met een Zündapp de eerste Europees kampioen in de 80cc-klasse. 
In het seizoen 1984 kwam de 80cc-klasse ook in het wereldkampioenschap aan de start. Men verwachtte vooral veel van Zündapp, zeker nu de machines door Mike Krauser onderhanden genomen waren en waren voorzien van en LCR-monocoque-frame. Maar de eerste twee races werden gewonnen door Pier Paolo Bianchi, die had betaald om met een HuVo-Casal te mogen rijden. Deze machine was gebouwd door Jorg Möller, die zijn sporen al had verdiend bij Van Veen, Morbidelli en Minarelli. Daarna won Stefan Dörflinger (Krauser-LCR-Zündapp), die aan het begin van het seizoen nog kampte met een knieblessure, drie wedstrijden op rij. Bianchi presteerde steeds slechter en aan het einde van het seizoen was Dörfinger wereldkampioen. Hubert Abold, die het seizoen was begonnen op een Krauser-Bakker-Zündapp en later was overgestapt op een LCR-frame, werd tweede en Bianchi slechts derde. Aan het einde van het het seizoen bleek dat Zündapp failliet was, maar Mike Krauser kocht de hele race-afdeling op en zette het raceteam onder eigen naam voort.
Het seizoen 1985 liet aanvankelijk een strijd zien tussen Jorge Martínez (Derbi) en Stefan Dörflinger (Krauser). Martínez wist zich gesteund door zijn teamgenoten Ángel Nieto en Manuel Herreros, die tot het uiterste gingen om Dörflinger van de wereldtitel af te houden, maar dat lukte niet. Dörflinger werd wereldkampioen, Martínez werd tweede en Gerd Kafka (Seel) werd derde. Omdat Dörflinger de enige Krauser-fabrieksrijder was, kreeg Ian McConnachie in de GP van San Marino een Krauser om de constructeurstitel veilig te stellen.
Dat de wereldtitel in het seizoen 1986 naar een van de teamleden van Ducados-Derbi zou gaan werd al vroeg in het seizoen beslist, toen bleek dat de Krauser van Stefan Dörflinger niet snel genoeg was. In de loop van het seizoen werd de Krauser verbeterd en het team werd uitgebreid met Ian McConnachie en in de laatste race ook Gerhard Waibel, maar het was te laat. Ángel Nieto, Jorge Martínez en Manuel Herreros mochten het onder elkaar uitmaken. Nieto kon niet echt een vuist maken en Martínez won vier GP's, voldoende om wereldkampioen te worden. Herreros werd tweede en Dörflinger derde.
In het seizoen 1987 was Ángel Nieto gestopt als racer, maar hij had nu zijn eigen Derbi-raceteam met Jorge Martínez en Manuel Herreros als rijders. Mike Krauser had nu LCR-frames en Stefan Dörflinger, Ian McConnachie en Gerhard Waibel als coureurs. Martínez won zeven van de tien races en werd wereldkampioen. Zijn teamgenoot Herreros werd tweede en Gerhard Waibel eindigde als derde.
In het seizoen 1988 stopte ook Krauser als fabrieksteam. Stefan Dörflinger huurde een van de machines met steun van Marlboro, maar kon er in het wereldkampioenschap geen vuist mee maken, hoewel hij de eerste race wel wist te winnen. Jorge Martínez (Nieto-Ducados-Derbi) won alle (zes) overige races. Hij werd wereldkampioen voor zijn stalgenoot Àlex Crivillé en Dörflinger. 
Het Nieto-Ducados-Cepsa-Derbi-team werd in het seizoen 1989 sterk uitgedund. Àlex Crivillé vertrok naar JJ Cobas omdat Derbi hem geen 125cc-racer wilde geven en Jorge Martínez tijdens de GP van Oostenrijk een sleutelbeen brak. Het seizoen verliep best spannend: na de voorlaatste race, de TT van Assen, stonden Manuel Herreros en Peter Öttl (Atomic-Krauser) samen aan de leiding van het WK, maar tijdens de GP van Tsjecho-Slowakije viel Öttl. Stefan Dörflinger (Marlboro-LCR-Krauser) werd in die race vijfde waardoor hij achter Herreros tweede werd in het WK. Öttl moest genoegen nemen met de derde plaats. 
Na het seizoen 1989 viel het doek voor de 80cc-klasse bij gebrek aan belangstelling, zowel bij de fabrikanten als bij de organisatoren. Feitelijk had alleen Derbi nog een behoorlijk fabrieksteam. De coureurs die nog met Krausers reden deden dat op privébasis en Krauser bouwde geen of weinig nieuwe motoren. In het seizoen 1989 waren er vijftien WK-races, maar de 80cc-klasse stond slechts in zes GP's op de kalender. 
| Seizoen | Coureur            | Merk       |
| ------- | ------------------ | ---------- |
| 1983    | Hubert Abold       | Zündapp    |
| 1984    | Richard Bay        | Rupp-Maico |
| 1985    | Günter Schirnhofer | Rupp-Maico |
| 1986    | Bruno Casanova     | Unimoto    |
| 1987    | Julián Miralles    | Derbi      |
| 1988    | Bogdan Nikolov     | Krauser    |
| 1989    | Jaime Mariano      | Casal      |

| Seizoen | Coureur           | Merk                      | Constructeurstitel |
| ------- | ----------------- | ------------------------- | ------------------ |
| 1984    | Stefan Dörflinger | Krauser-LCR-Zündapp       | Krauser-Zündapp    |
| 1985    | Stefan Dörflinger | Krauser                   | Krauser            |
| 1986    | Jorge Martínez    | Ducados Derbi             | Derbi              |
| 1987    | Jorge Martínez    | Nieto-Ducados-Derbi       | Derbi              |
| 1988    | Jorge Martínez    | Nieto-Ducados-Derbi       | Derbi              |
| 1989    | Manuel Herreros   | Nieto-Ducados-Cepsa-Derbi | Krauser            |